# 1918年イギリス総選挙
1918年イギリス総選挙（1918ねんイギリスそうせんきょ、英語: 1918 United Kingdom general election）は、1918年12月14日にイギリスで行われた議会（庶民院）議員の総選挙である。
第一次世界大戦後最初の選挙で、一般にクーポン選挙(The coupon election)として有名。ここでの「クーポン」("Coupon ")とは、デビッド・ロイド・ジョージが連立支持派の候補者に与えた「公認証書」を指す。同時にこの選挙は1900年選挙、1945年選挙と並ぶカーキ選挙である。

## 背景

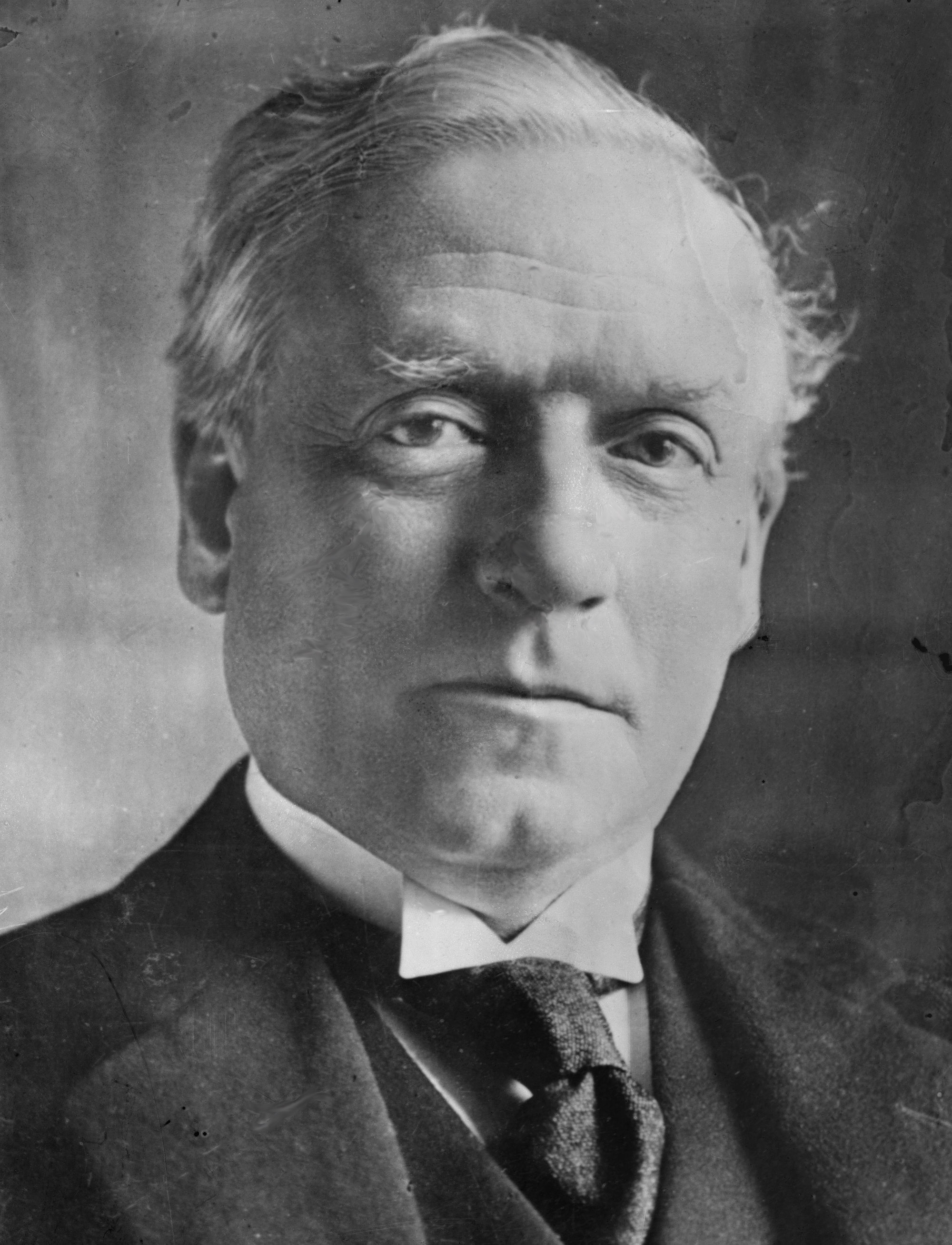
ハーバート・ヘンリー・アスキス

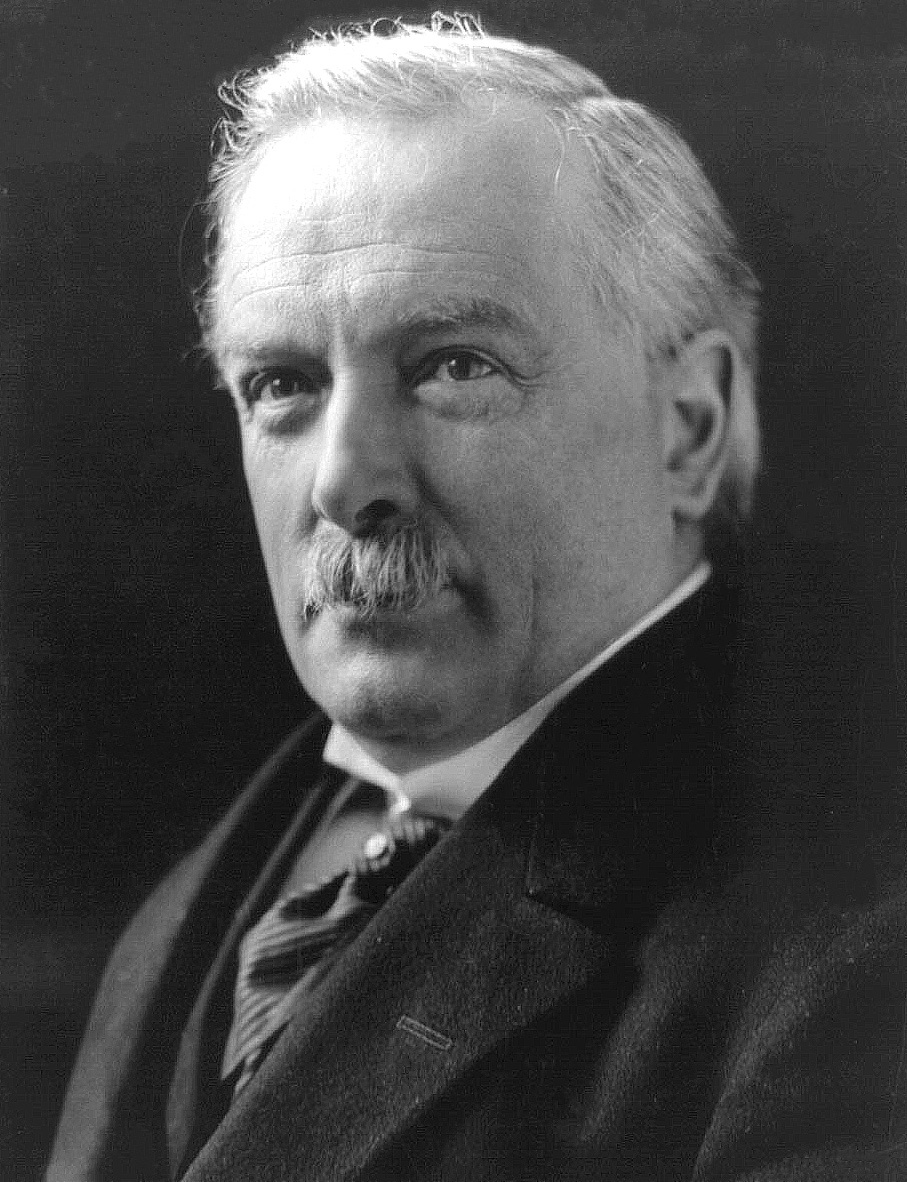
デビッド・ロイド・ジョージ

前回1910年12月イギリス総選挙の結果、自由党が第1党になったものの、保守党と拮抗した。このため自由党は労働党とアイルランド議会党の閣外協力を得てハーバート・ヘンリー・アスキスを首班とする内閣を成立させた。この内閣は大戦中にアイルランド議会党がアイルランド問題に不満を示し始めると不安定化し、アスキスは保守党を引き入れて内閣は挙国一致内閣に変更された。この後ガリポリの戦いや、ソンムの戦いの結果に不満が表れ始めると、敵性資産売却問題を契機に保守党議員の動揺として噴出し、挙国一致内閣の維持が難しくなった。このため自由党の陸相デビッド・ロイド・ジョージはアスキスの追い落としにかかり、自派を率いて保守党と連立し内閣はロイド・ジョージ派と保守党の連立内閣に変更された。この構図のまま休戦日直後に議会は解散された。即ち自由党は連立派であるロイド・ジョージ派と非連立派であるアスキス派に分裂して、8年ぶりの総選挙を戦う事になった。

## 概要
1918年国民代表法の制定により成人男子普通選挙が行われ、一部の女子にも選挙権が認められることとなったため、この選挙はイギリス近代選挙の幕開けとされている。これにより、有権者は前回1910年12月の総選挙時のおよそ4倍となった。

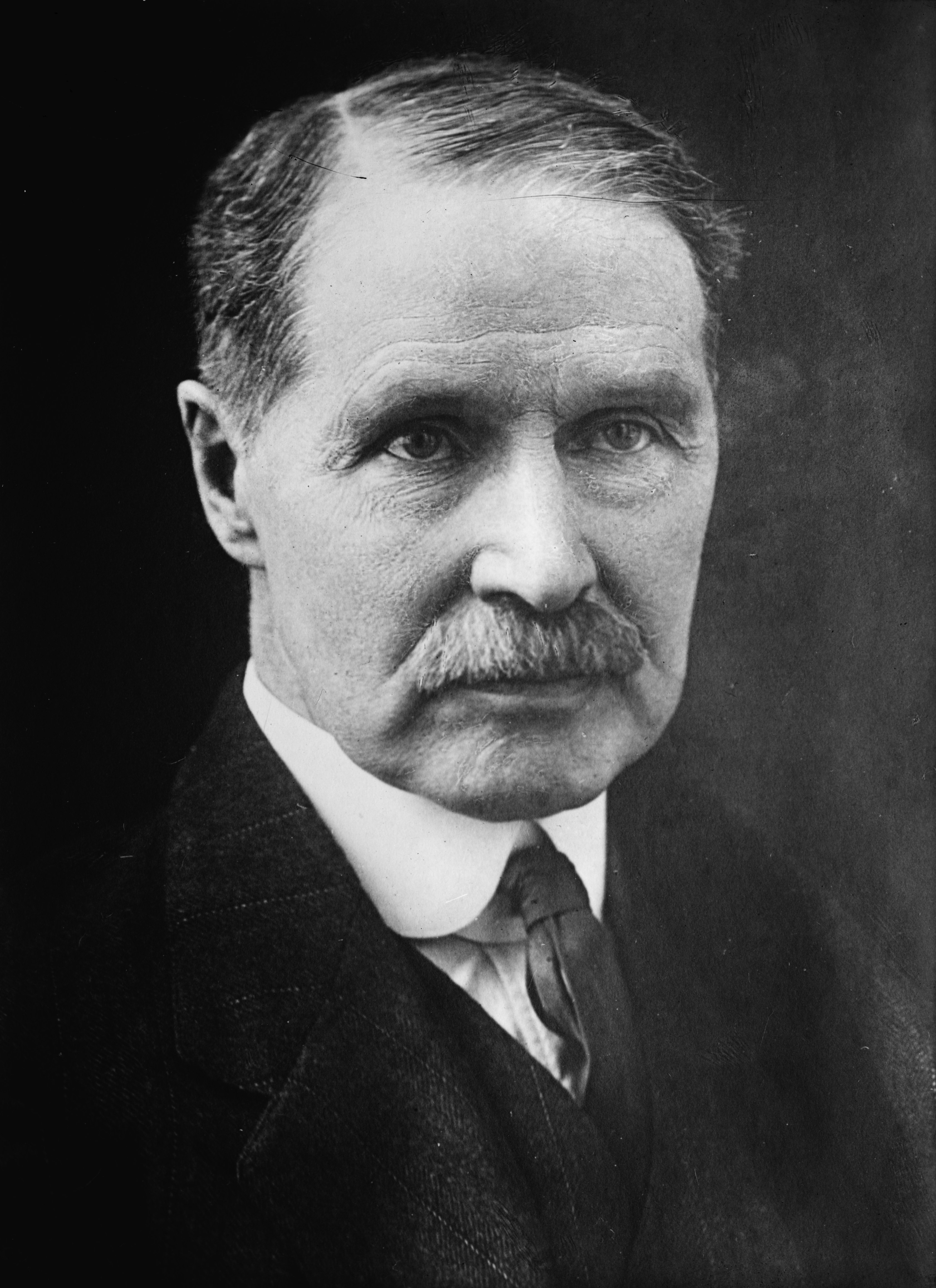
アンドルー・ボナー・ロー

戦時中の1918年においては、デビッド・ロイド・ジョージは自由党アスキス派にたいして宥和的だった。休戦協定直後の議会解散のおりでも、自由党の伝統的政策である「自由貿易」「平和」に忠実であると宣言し、最低賃金法の導入や対ドイツ政策も復讐ではなく、自由主義的公正さで対処すると示唆していた。
しかし、デビッド・ロイド・ジョージは有権者が対独強硬路線にあると判断すると、「ドイツにトコトン払わせる」と呼びかけ、自由党アスキス派の議員に連立派を支持するか否かによって、候補者に公認証書を与えるとし、自分に賛成する159人の自由党員に公認証書を与えた。そして、公認証書には保守党党首アンドルー・ボナー・ローの署名も副えられていたほか、保守党はこの選挙区に公認候補を立てなかったために選挙に有利に働くこととなった。逆に自由党非連立派が立った選挙区には公認証書を持った刺客候補を送りつけて徹底的に戦った。
敗戦処理の講和を巡り、自由党はアスキス派とロイド・ジョージ派に分裂したが、有権者は「戦争を勝利に導いた男」としてデビッド・ロイド・ジョージに率いられた連立派（保守党ボナー・ロー派＋自由党ロイド・ジョージ派）を圧倒的に支持した。一方、自由党アスキス派はアスキスの落選を含め28人と完敗した。自由党の主張である不介入主義は、戦争の長期化による徴兵制の導入、新聞の検閲により、すっかり色あせていた。次回22年の総選挙で、連立派は解消され、自由党は労働党に次ぐ第3党に転落し、以降二大政党の一角の地位を回復する事は出来なかった。

## 選挙結果
選挙の結果は「祖国の栄光」を掲げる連立派が圧勝した。だが、圧勝したデビッド・ロイド・ジョージを取り巻く環境はよくなかった。有力な自由党議員は選挙で落選し、閣内は保守党員ばかりで占められた。また、連立相手の保守党はアイルランド自治に反対し、国内の構造改革にも反対し、自由党の掲げる政策を遂行できず、デビッド・ロイド・ジョージはリベラルをやめたのではないかと評され、自由党の再興を断念したとみなされた。
自由党の主要な議員の落選は、「イデオロギー基盤」を失ったため求心力がなくなることを意味し、デビッド・ロイド・ジョージは社会政策を1914年以前ほどもできないと酷評されるに至った。外交でもデビッド・ロイド・ジョージはパリ講和会議で、フランスのドイツへの報復主義的な政策へ追随することとなり、ヴェルサイユ条約での過酷な賠償政策をドイツは余儀なくされた。そのため、クーポン選挙における連立派の勝利は、ドイツにおけるファシズムの土壌への手助けとなったと指摘する向きもある。
| 政党                                     | 政党                     | 議席数 | ±      | 得票数     | 得票率 | ±   |
| ---------------------------------------- | ------------------------ | ------ | ------ | ---------- | ------ | --- |
|                                          | 保守党連立派             | 332    | + 332  | 3,393,167  | 32.5   |     |
|                                          | 自由党連立派             | 127    | + 127  | 1,318,844  | 12.6   |     |
|                                          | 国民民主労働党           | 9      | + 9    | 156,834    | 1.5    |     |
|                                          | 労働党連立派             | 4      | + 4    | 40,641     | 0.4    |     |
|                                          | 無所属連立派             | 1      | +1     | 9,274      | 0.1    |     |
|                                          | 連立派小計               | 473    |        | 4,918,760  | 47.1   |     |
|                                          | 労働党                   | 57     |        | 2,171,230  | 20.8   |     |
|                                          | 自由党                   | 36     | − 235  | 1,355,398  | 13.0   |     |
|                                          | 保守党                   | 47     | − 224  | 610,681    | 5.9    |     |
|                                          | シン・フェイン党         | 73     | + 73   | 476,458    | 4.6    |     |
|                                          | アイスランド議会党       | 6      | − 67   | 226,498    | 2.2    |     |
|                                          | 無所属（労働党）         | 2      | + 2    | 116,322    | 1.1    |     |
|                                          | 無所属                   | 2      | + 2    | 105,261    | 1.0    |     |
|                                          | 国民党                   | 2      | + 2    | 94,389     | 0.9    |     |
|                                          | 退役軍人全国連合         | 0      | 0      | 67,548     | 0.6    |     |
|                                          | 協同党                   | 1      | + 1    | 57,785     | 0.6    |     |
|                                          | 無所属（保守党）         | 1      | ±0     | 44,637     | 0.4    |     |
|                                          | アルスター統一労働協会   | 3      | + 3    | 30,304     | 0.3    |     |
|                                          | 無所属（自由党）         | 0      | 0      | 24,985     | 0.2    |     |
|                                          | 国民農業連合             | 0      | 0      | 19,412     | 0.2    |     |
|                                          | 国民民主労働党           | 0      | 0      | 17,991     | 0.2    |     |
|                                          | ベルファスト労働党       | 0      | 0      | 12,164     | 0.1    |     |
|                                          | 国家社会主義党           | 1      | + 1    | 11,013     | 0.1    | 0.1 |
|                                          | ハイランドランド連合     | 0      | 0      | 8,710      | 0.1    |     |
|                                          | 女性党                   | 0      |        | 8,614      | 0.1    |     |
|                                          | イギリス社会党           | 0      | 0      | 8,394      | 0.1    |     |
|                                          | 無所属（民主党）         | 0      | 0      | 8,351      | 0.1    |     |
|                                          | 退役軍人全国連合         | 1      | + 1    | 8,287      | 0.1    |     |
|                                          | 無所属（国家主義者）     | 0      | 0      | 8,183      | 0.1    |     |
|                                          | 社会労働党               | 0      | 0      | 7,567      | 0.1    |     |
|                                          | スコットランド禁酒党     | 0      |        | 5,212      | 0.0    |     |
|                                          | 無所属（進歩主義者）     | 0      | 0      | 5,077      | 0.0    |     |
|                                          | 無所属（労働農業主義者） | 0      | 0      | 1,927      | 0.0    |     |
|                                          | キリスト教社会主義者     | 0      | 0      | 597        | 0.0    |     |
|                                          | 野党小計                 | 234    |        | 5,515,940  | 52.9   |     |
| 有効票                                   | 有効票                   | -      | -      | 10,434,700 |        |     |
| 無効票・白票                             | 無効票・白票             | -      | -      |            |        |     |
| 投票総数                                 | 投票総数                 | 707    | 100.00 |            | 100.00 |     |
| 有権者（投票率）                         | 有権者（投票率）         | -      | -      | 21,392,322 | 57.2   |     |
| 出典：General Election Results 1885-1979 |                          |        |        |            |        |     |

## 日本におけるクーポン選挙
2005年9月11日に行われた郵政民営化の是非が争点とされた第44回衆議院議員総選挙において、郵政民営化法案に賛成する議員を公認候補とし、反対した議員には公認を与えず対立候補（刺客候補）を擁立した小泉首相（当時）のやり方をイギリスにおけるクーポン選挙になぞらえる意見がある。

## 関連事項
- ロイド・ジョージ
- ポピュリズム